# Жіноча збірна Швеції з хокею на траві
Жіноча збірна Швеції з хокею на траві — жіноча збірна з хокею на траві, яка представляє Швецію на міжнародній арені. Керуючим органом збірної виступає Асоціація хокею на траві Швеції (швед. Svenska Landhockeyförbundet, англ. Swedish Hockey Association).

## Результати виступів

### Чемпіонат Європи
- 1995 - 12-е місце[2]

### Чемпіонат Європи (індорхокей)
II дивізіон
- 1996 - 5-е місце[3]
- 1998 - 6-е місце[4]

- 2012 -  [5]

III дивізіон
- 2008 - 4-е місце[6]
- 2010 -  [7]
- 2012 - 4-е місце[8]
- 2014 -  [9]